# Ontario Film Review Board
Das Ontario Film Review Board (OFRB) ist eine Behörde in der kanadischen Provinz Ontario, die für die Altersfreigaben zuständig ist. Es werden nur Filme eingestuft, für Videospiele ist das US-amerikanische Entertainment Software Rating Board zuständig.

## Zuständigkeitsbereich
Die Altersfreigaben werden in Kanada grundsätzlich lokal in den Provinzen festgelegt. Das OFRB ist für Ontario für Kinofilme und DVDs verantwortlich, jedoch können bei einem einzigen Film die Freigaben von Kino und DVD variieren. Für das TV ist das OFRB nicht zuständig, sondern die Canadian Radio-Television Telecommunications Commission (CRTC).

## Freigaben
- G (Suitable for All) – für alle Altersklassen freigegeben.
- PG (Parental Guidance Advised) – Das Medium enthält Szenen, die für jüngere Kinder nicht geeignet sein könnten. Beratung durch die Eltern (Gespräche nach dem Anschauen etc.) wird daher als sinnvoll betrachtet.
- 14A (Persons younger than 14 years must be accompanied by an Adult) – unter 14 Jahren muss man von einem Erwachsenen begleitet sein.
- 18A (Persons younger than 18 years must be accompanied by an Adult) – unter 18 Jahren muss man von einem Erwachsenen begleitet sein.
- R (Restricted to persons 18 years of age or over) – ab 18 Jahren freigegeben.